# Ciblage d'inflation
Le ciblage d'inflation est une politique économique par laquelle une banque centrale rend public un objectif d'inflation de moyen terme et met en œuvre ses outils pour l'atteindre. Le ciblage d'inflation a succédé au ciblage de la masse monétaire, qui s'était révélé inefficace. Le ciblage d'inflation est utilisé depuis plusieurs décennies, à la suite de la publication d'études mettant en lumière le rôle bénéfique de la stabilité monétaire, qui exige que l'inflation probable soit connue d'avance par les agents économiques.

## Concept

### Définition
Le ciblage d'inflation est une politique économique menée par plusieurs banques centrales dans le monde dans le but d'assurer un ancrage des anticipations des agents économiques et, ainsi, favoriser la stabilité de l'économie. Le ciblage d'inflation consiste en l'annonce et en le maintien par une autorité monétaire d'un objectif d'inflation de moyen terme ; afin d'être optimale, la cible doit garder l'augmentation des prix à un niveau bas et stable.
Cette politique nécessite une certaine rigueur de la part de la banque, et lui interdit tout comportement erratique. La fixation de règles strictes au sein de la banque centrale aide en cela le ciblage d'inflation. Le ciblage d'inflation se fonde sur l'idée que les agents économiques sont « forward looking », c'est-à-dire qu'ils se projettent dans le futur grâce à des anticipations plus ou moins rationnelles ou efficaces.
Le ciblage d'inflation se distingue du ciblage de la masse monétaire car ce dernier vise à créer une cible d'inflation par le moyen d'un ciblage de la masse monétaire. La masse monétaire agit donc comme un intermédiaire pour cibler l'inflation. D'inspiration monétariste, le ciblage monétaire est très utilisé dans les années 1980, mais ses échecs et les avancées scientifiques dans les années 1980 le rendent obsolète.

### Fond théorique
L'utilisation du ciblage de l'inflation repose sur deux principaux arguments théoriques. Le premier, avancé par la nouvelle économie classique, est que les bénéfices retirés d'une politique monétaire expansionniste ne sont que transitoires, alors que les conséquences en matière d'inflation sont durables. Par conséquent, il est approprié de mener des politiques monétaires non inflationnistes. Dans la mesure où un engagement du gouvernement en ce sens n'est pas crédible (puisque non irréversible), il est nécessaire que la banque centrale soit indépendante pour contrer les anticipations inflationnistes. Robert Barro et David Gordon ont montré dans un article de 1982 les avantages de l'indépendance de la banque centrale pour l'efficacité des politiques monétaires.
Le deuxième argument théorique s'appuie sur les anticipations. Dans la mesure où elles jouent un rôle fondamental dans la fixation des prix, il est important que la banque centrale soit crédible dans sa volonté de limiter l'inflation. L'utilisation d'une cible d'inflation permet au public de juger simplement l'efficacité des autorités monétaires. La banque centrale, plus crédible, voit l'efficacité de sa politique renforcée. Ce raisonnement liant règles et crédibilité a été développé par Finn E. Kydland et Edward C. Prescott dans un article de 1977.

## Effets

### Effet absorbeur en cas de choc économique
Une étude de la Banque de France publiée en 2017 sur un échantillon de 76 pays sur la période 1976 - 2015 montre que le ciblage d'inflation a un effort absorbeur en cas de choc économique ou crise économique. En effet, « le ciblage de l'inflation améliore la performance macroéconomique à la suite de tels chocs car il réduit l'inflation, augmente la croissance de la production et réduit l'inflation et la variabilité de la croissance par rapport aux régimes monétaires alternatifs ».

### Meilleur ancrage des anticipations
Une étude de la Banque de France publiée en 2022 montre que le ciblage d'inflation symétrique, comme l'a adopté la BCE en 2021, est plus propice à ancrer les anticipations des acteurs.

### Stabilité monétaire
Une analyse économétrique menée en 2012 montre toutefois que si le ciblage d'inflation est lié à une croissance plus élevée, il ne s'agit pas d'une garantie de stabilité monétaire. L'étude se base sur un échantillon de 36 pays émergents entre 1979 et 2009. Toutefois, une étude de la Banque de France menée en 2022 montre en effet positif du ciblage d'inflation par bande de tolérance par rapport au ciblage d'inflation à cible fixe.

## Historique
Le ciblage d'inflation émerge dans la recherche économique dans les années 1980. Un consensus émerge alors autour du ciblage monétaire, puis du ciblage d'inflation, afin d'éviter des augmentations excessives des prix, qui rogneraient sur le pouvoir d'achat et brouilleraient les signaux-prix dans les économies.
Un nombre croissant de pays adopte alors des politiques de cible d'inflation. Il s'agit d'abord de pays anglo-saxons : la Nouvelle-Zélande est pionnière en 1990, avant d'être rejointe par le Canada, puis le Royaume-Uni. Plus récemment, des pays émergents, notamment d'Amérique du Sud, ont opté pour cette politique. Concernant les deux grandes puissances mondiales États-Unis et Union européenne, elles ne pratiquent pas explicitement une politique de ciblage de l'inflation, quoique la Banque centrale européenne ait évolué sur ce sujet en adoptant un objectif d'inflation de 2%. Lors de sa revue stratégique de 2021, la BCE adopte une nouvelle cible d'inflation symétrique autour de 2 %. 

## Débats et critiques
Les politiques de ciblage d'inflation ont été critiquées à plusieurs titres. La première critique est que la lutte contre l'inflation conduit à faire passer la lutte contre le chômage au second plan. Aussi, lutter contre l'inflation conduirait à des taux d'intérêt réels élevés, décourageant l'investissement.